# Філіпп Пінель
Філіпп Пінель (фр. Philippe Pinel; 20 квітня 1745, Жонк'єр — 25 жовтня 1826, Париж) — психіатр, відомий своїми гуманістичними реформами у сфері лікування психічно хворих. сучасники його називали «батьком сучасної психіатрії».

## Біографія
Пінель народився у родині лікарів: його батько й дід його були лікарями. Мати померла, коли Філіппу було 15 років. Із сімох дітей він був старшим.
Середню освіту Філіп отримав в єзуїтському коледжі і готувався до прийняття сану священнослужителя. У той час середня освіта ґрунтувалося головним чином не на точних науках, а на вивченні давньої і сучасної літератури, філософії і мов. Пінель виріс на працях сенсуалістів Локка і Кондільяка, а потім захоплювався Руссо і Вольтером, ставши послідовником їхньої філософії.
Закінчивши в 1767 році коледж, Філіп перебрався в Тулузу де вступив до університету на фізико-математичний факультет. Його магістерська дисертація була написана на тему «Про достовірність, яку математика дає судженням в науках».
Успішно закінчивши в 1770 році Тулузький університет, Пінель працює викладачем в коледжі, а потім вступає на медичний факультет. Захистивши 22 грудня 1773 докторську дисертацію в Тулузькому університеті, через рік він переходить до університету Монпельє.
Завершивши медичну освіту, Пінель в 1778 році перебирається в Париж. У 1785 році він зробив в Академії наук доповідь «Про застосування математики до людського тіла взагалі і до механіки вивихів». Вищої медичної ступеня того часу «Docteur regent» він не зміг отримати. Тема, на якій він «провалився», була курйозною, вона називалася «Про верхову їзду та гігієну вершника».
Окрім наукової кар'єри займав активну соціальну позицію, відвідував салон Мадам Гельветіус, де спілкувався із провідними діячами своєї епохи: Лавуазьє, Кондорсе, Кабанис, і д'Аламбер.
Помер від запалення легенів у Сальпетрієрі.

## Професійна діяльність
Філіп Пінель заснував і редагував з 1784 по 1789 рік фр. «Gazette de Sante», яка видається і донині. У ній він публікує статті з гігієни та психіатрії. У 1787 році він написав статтю, яка стала предтечею нової науки — геопсихологіі. Стаття називалася «Чи не є напади меланхолії в перші зимові місяці частішими й нанебезпечнішими». У цій статті він вказав зв'язок деяких душевних розладів з сезонністю і кліматом.
У 1790 році з'являється його стаття «Медичні міркування про стан ченців»; в 1791 році — «Вказівка найвірнішого методу для лікування душевних хвороб, які настали в старості»; 1798 рік — «Аналітичними методами, застосовуваними в медицині». Але більшу популярність йому принесли роботи, присвячені дослідженню психіатричних хворих, за дослідження у цій сфері в 1803 році його обрали членом Французької академії.
Тільки в 80-і роки, коли Пінеля було майже 40 років, він став цікавитися психіатрією. Він ретельно вивчає все, що писали з цього питання давні й нові автори. Працюючи психіатром у приватній лікарні доктора Бельома, у Пінеля з'явилася, як потім її назвуть, «велика ідея гуманного поводження з душевнохворими та лікуванням їх не насильством, а переконанням».
25 серпня 1793 Пінель був призначений на посаду головного лікаря лікарні Бісетр. На той час клініка користувалася поганою репутацією, мала дуже погані умови для перебування, крім того, поєднувала в собі функції тюрми, в ній були поширені фізичні покарання, а душевнохворих утримували на ланцюгах та із закованими руками.
Пінель клопотав про відміну нелюдських умов утримання пацієнтів. Головним його опонентом Жорж Кутон, але попри це Революційний конвент дав дозвіл на нововведення.

## Значення роботи Пінеля
Крім зняття ланцюгів, Пінель домігся введення в практику лікарень для душевнохворих лікарняного режиму, лікарських обходів, лікувальних процедур і багато іншого. У 1798 році були зняті ланцюга з останніх хворих Бісетр, так було покладено край жахливої несправедливості, що суперечить елементарним принципам людської гуманності. Цей сміливий акт увінчався блискучим успіхом і побоювання, ніби божевільні, не закуті в ланцюгах, виявляться небезпечними і для себе, і для оточуючих, не виправдалися. Незабаром за почином Пінеля були звільнені від ланцюгів також хворі інших закладів і з тих пір цей принцип став поширюватися в європейських будинках для божевільних.
Крім цього, Пінель прославився як науковий діяч на терені психіатрії. Його трактат про душевні хвороби (1801) справедливо вважається класичною працею, і взагалі у Франції Пінель може вважатися засновником наукової школи психіатрів. Крім психіатрії Пінель працював також в галузі внутрішньої медицини та ще в 1789 р. видав твір («Nosographie philosophique»), в якому стверджувалося, що медицина повинна розроблятися таким же аналітичним методом, як природні науки. Він розділив захворювання на п'ять класів: гарячки, флегми, крововиливи, неврози, а також захворювання, спричинені органічними ураженнями. Ця праця протягом 20-ти років витримала 5 перевидань, перекладено на німецьку мову і свого часу відігравав велику роль у розвитку раціональної медицини. Протягом багатьох років Пінель займав при паризькому медичному факультеті кафедру гігієни, а згодом — кафедру внутрішніх хвороб.

## Наукові праці
- Nosographie philosophique, ou la méthode de l'analyse appliquée à la médecine (2 volumes, 1798)
- Rapport fait à l'École de médecine de Paris, sur la clinique d'inoculation, le 29 fructidor, an 7 (1799).
- Traité médico-philosophique sur l'aliénation mentale ou La manie (1800)
- La médecine clinique rendue plus précise et plus exacte par l'application de l'analyse: recueil et résultat d'observations sur les maladies aigües, faites à la Salpêtrière (1804).
- " Lettres de Pinel, précédées d'une notice sur sa vie par son neveu, le Dr Casimir Pinel " in Gazette hebdomadaire de médecine et de chirurgie (1859)
- Genèse de la psychiatrie: les premiers écrits psychiatriques de Philippe Pinel, Le Sycomore, Paris, 1981

## Цікаві факти
На честь Філіпа Пінеля названо астероїд 12095 Пінель.